# Ariosoma obud
Ariosoma obud és una espècie de peix pertanyent a la família dels còngrids.

## Descripció
- És de color gris marronós pàl·lid, molt més fosc a la part dorsal que no pas la part que hi ha a sota de la línia lateral.
- L'àrea que separa els ulls és negrosa.[2]

## Hàbitat
És un peix marí, demersal i de clima tropical.

## Distribució geogràfica
Es troba al Pacífic occidental central: les illes Filipines.

## Observacions
És inofensiu per als humans.